# Nagyfüged, Heves
Nagyfüged  este un sat în districtul Gyöngyös, județul Heves, Ungaria, având o populație de 1.711 locuitori (2011). 

## Demografie
Componența etnică a satului Nagyfüged
     Maghiari (83,82%)
     Romi (15,69%)
     Necunoscut (0,17%)
     Alții (0,33%)
Componența confesională a satului Nagyfüged
     Fără religie (13,21%)
     Reformați (3,51%)
     Necunoscută (82,82%)
     Atei (0,47%)
     Alte religii (3,21%)
Conform recensământului din 2011, satul Nagyfüged avea 1.711 locuitori. Din punct de vedere etnic, majoritatea locuitorilor (83,82%) erau maghiari, cu o minoritate de romi (15,69%). Apartenența etnică nu este cunoscută în cazul a 0,17% din locuitori. Nu există o religie majoritară, locuitorii fiind persoane fără religie (13,21%) și reformați (3,51%). Pentru 82,82% din locuitori nu este cunoscută apartenența confesională.